# Luci Saufeu
Luci Saufeu (en llatí Lucius Saufeius) era un cavaller romà que va viure al segle i aC.
Era íntim amic de Tit Pomponi Àtic i igual que ell un destacat admirador de la filosofia epicúria. Una propietat que tenia a Itàlia, molt valuosa, li van confiscar els triumvirs l'any 43 aC. Àtic el va protegir, i va aconseguir la devolució de la seva propietat.